# باشگاه فوتبال شیروان شماخی
باشگاه فوتبال شیروان شماخی (به لاتین: Şirvan Şamaxı FK) یک باشگاه و تیم فوتبال پیشین در جمهوری آذربایجان است.